# 세단

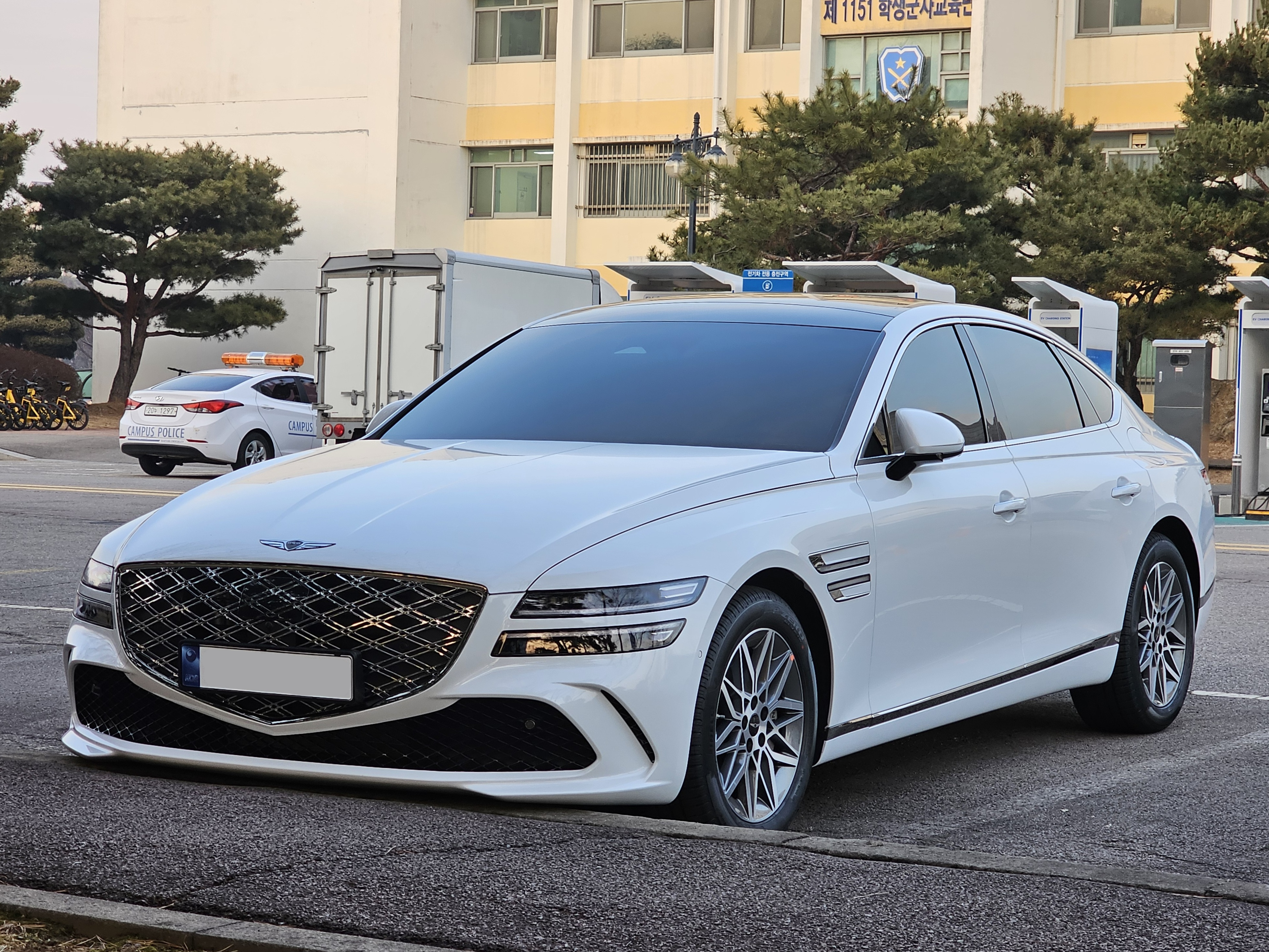
제네시스 G80 정측면

세단(미국식: sedan) 또는 살롱(영국식: saloon)은 지붕이 고정되어 있고 4개의 문을 갖춘 자동차의 기본적인 외형으로, 승용차 중 가장 흔하게 볼 수 있는 차량이다.
세단은 단면이 엔진룸, 캐빈룸, 트렁크룸으로 트렁크룸이 튀어 나와 있어 3박스카로 볼 수 있다.
승차 정원은 5인승이 보통이다. 현재 대한민국에 판매하는 세단 차종으로는 제네시스 G80, 현대 그랜저, 현대 쏘나타, 기아 K8, 기아 K5 등이 있다.

## 같이 보기
- 자동차 분류